# Anisozyga desolata
Anisozyga desolata là một loài bướm đêm trong họ Geometridae.